# Ves-te'n
Ves-te'n (títol original en anglès Go Now) és un telefilm britànic de 1995 dirigit per Michael Winterbottom i protagonitzat per Robert Carlyle com un jugador de futbol i treballador de la construcció malalt d'esclerosi múltiple.
Va tenir una repercussió limitada als Estats Units i al Regne Unit. Va guanyar el Prix Europa al Programa de Televisió de l'Any 1995. Ha estat traduïda al català i emesa per TV3 el 17 de gener de 1998.

## Argument
És la història d'amor entre Nick i Karen, dos joves britànics de classe treballadora, i de la malaltia de Nick, colpejat per l'esclerosi múltiple que en silenci s'apodera del seu cos.

## Repartiment
- Robert Carlyle (Nick Cameron)
- Juliet Aubrey (Karen)
- James Nesbitt (Tony)
- Sophie Okonedo (Paula)
- Berwick Kaler (Sammy)
- Darren Tighe (Dell)
- Sean McKenzie (George)
- John Brobbey (Geoff)
- Sara Stockbridge (Bridget - la cambrera)
- Tom Watson (Bill Cameron)
- Barbara Rafferty (Madge Cameron)
- Sean Rocks (Charlie)
- Dave Schneider (Doctor)
- Tony Curran (Chris Cameron)
- Erin McMahon (Julie Cameron)
- Jenny Jules (Doctor)
- Roger Ashton-Griffiths (Walsh)
- Anna Godsiff (Nurse)
- Susie Fugle (Scan Doctor)
- Roger McKern (Patient)
- James Treehearne (Male Nurse)
- Cal McGregor (Man in wheelchair)
- Tricky (as himself)
- Richard Eames (Man getting off train)